# Universität Carlos III
Die Universität Carlos III zu Madrid (sprich: Universität Carlos Tercero zu Madrid, spanisch: Universidad Carlos III de Madrid, kurz UC3M) ist eine staatliche Universität in Spanien. Sie wurde 1989 gegründet und unterhält je einen Campus in Getafe, Leganés, Colmenarejo sowie einen Campus in der Nähe der Puerta de Toledo im Zentrum von Madrid. An der Universität studieren etwa 17.000 Studenten in 40 verschiedenen Studiengängen. Die UC3M gilt als eine der renommiertesten Universitäten Spaniens.

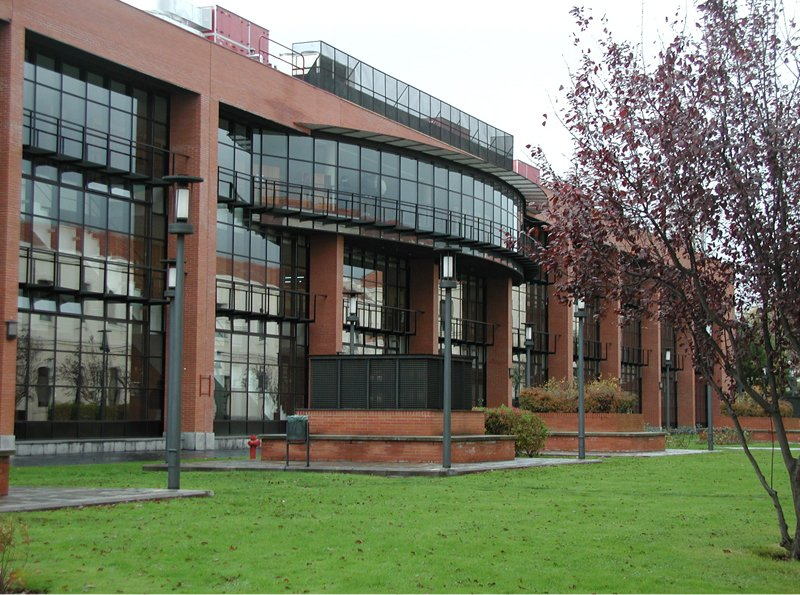
Sozial- und Rechtswissenschaftliche Fakultät Getafe

Die Universität ist nach König Karl III. von Spanien benannt, der im Sinne des „aufgeklärten Despotismus“ (span. Despotismo Ilustrado) regierte und als absolutistischer Monarch unter anderem die Bildung förderte. Der Wahlspruch der UC3M stammt von Seneca und lautet „Homo homini sacra res“ (deutsch: „Der Mensch ist dem Menschen heilig“).
Im Bereich der Lehre besitzt die Universität vier Zentren:
- Campus Getafe: Fakultät für Sozial- und Rechtswissenschaften sowie für Humanistik, Dokumentation und Kommunikation
- Campus Leganés: Technische Hochschule
- Campus Colmenarejo: Verschiedene Fakultäten
- Campus Puerta de Toledo: Masterstudiengänge

Die Universität unterhält zahlreiche Austauschprogramme mit deutschen Universitäten.
Sowohl das Rechtswissenschaft- und Jurastudium der UC3M als auch die Bachelor-, Master- und Ph.D.-Programme BWL und VWL gehören zu den renommiertesten des Landes und belegten in europäischen Rankings Spitzenplätze.
Anfang 2010 wurde die Universität Carlos III zu Madrid in einem vom spanischen Bildungsministerium initiierten Wettbewerb als Campus de Excelencia Internacional ausgezeichnet. Die UC3M ist im QS University Ranking Top 50 Under 50 2015 als eine der 50 weltweit besten Universitäten gelistet, die weniger als 50 Jahre bestehen. Die Studentenschaft besteht zu ca. 20 % aus internationalen Studenten; eine Vielzahl der Studiengänge werden in englischer Sprache angeboten.